# Spektr-RG
Spektr-RG（Спектр-РГ）是一座俄羅斯-德國高能天文物理太空觀測站，於2019年7月13日發射升空。Spektr-RG是2011年發射的Spektr-R衛星的後繼者。